# 대구 동화사 부도암 부도
부도암 부도(浮屠庵 浮屠)는 대한민국 대구광역시 동구 도학동 동화사 부도암에 있는 조선시대의 승탑이다. 1995년 5월 12일 대구광역시의 문화재자료 제34호로 지정되었다.

## 개요
부도암은 동화사에서 팔공산 정상으로 오르는 길목에 자리잡고 있는데, 이 암자 동쪽으로 멀찍이 떨어진 산 기슭에 이 부도가 놓여 있다. 부도란 승려의 무덤을 상징하는 것으로, 시신을 화장한 후 나오는 유골이나 사리를 모셔두는 곳이다.
비교적 작은 규모인 이 부도는 현재 무너진 상태로 있는데, 3단을 이루는 기단(基壇)과 탑몸돌, 지붕돌을 갖추었고 각 부분이 8각의 평면을 기본으로 삼고 있다. 기단은 모두 하나의 돌로 이루어져 있어서, 원형을 이루는 맨 아래와 윗부분에는 연꽃을 새겨 두고, 8각을 이루는 가운데에는 모서리마다 배흘림 모양의 기둥을 본떠 새겨 놓았다. 탑몸돌 역시 여덟 모서리가 기단에서 보이던 얕은 배흘림의 기둥 모양을 하고 있다. 지붕돌은 윗면의 여덟 모서리선을 뚜렷이 표현해 놓았고, 각 선이 미끄러지는 끄트머리에 덩쿨무늬를 한 꽃조각을 돌출되게 조각하였다.
8각을 이루는 모습의 부도는 통일신라시대에서부터 유행하던 것이나, 이 부도는 조선시대 임진왜란 이후에 세운 것으로 보인다. 비록 꼭대기의 머리장식도 사라지고 무너져 있긴 하나, 각 부분들은 대체로 본래의 모습을 잘 간직하고 있다.

## 참고 문헌
- 부도암부도 - 국가유산청 국가유산포털